# برت استیونز
برت لوئی استیونز (متولد ۲۱ نوامبر ۱۹۷۳) روزنامه‌نگار، سردبیر و ستون نویس محافظه کار آمریکایی برنده جایزه پولیتزر است. او در آوریل ۲۰۱۷ به عنوان ستون نویس دیدگاه در نیویورک تایمز و به عنوان یکی از مشارکت کننده‌های ارشد NBC نیوز در ژوئن ۲۰۱۷ شروع به کار کرد.
استفان پیش از این در وال استریت ژورنال به عنوان ستون نویس امور خارجه و بعداً به عنوان معاون دبیر صفحه هیئت تحریریه کار می‌کرد و مسئولیت صفحات هیئت تحریریه نسخه‌های اروپایی و آسیایی آن را بر عهده داشت. وی از سال ۲۰۰۲ تا ۲۰۰۴ سردبیر روزنامه جروزالم پست بود. وی در سال ۲۰۱۳ برنده جایزه پولیتزر برای تفسیر شد.
استیفنز به خاطر عقاید سیاست خارجی نومحافظه کارانه و این که بخشی از مخالفان راست میانه دونالد ترامپ است و همچنین موضع مخالفش در مورد اجماع علمی دربارهٔ تغییر اقلیم مشهور است.

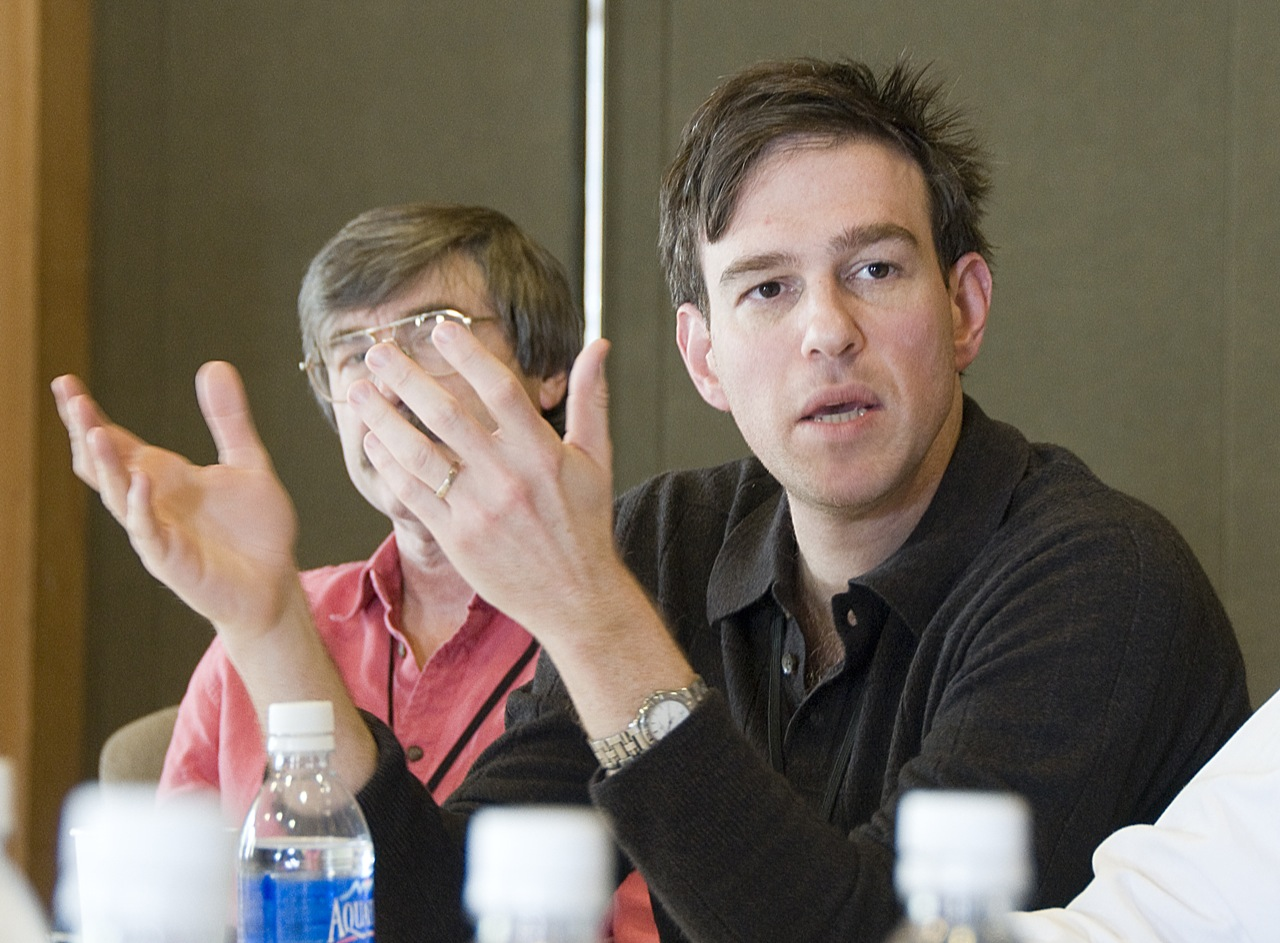
استیون در سال ۲۰۰۸